# 2001 QQ297
2001 QQ297, também escrito como 2001 QQ297, é um objeto transnetuniano (TNO) que está localizado no cinturão de Kuiper, uma região do Sistema Solar. Ele é classificado como um cubewano. O mesmo possui uma magnitude absoluta de 7,1 e tem um diâmetro com cerca de 167 km.

## Descoberta
2001 QQ297 foi descoberto no dia 19 de agosto de 2001 pelo astrônomo Marc W. Buie.

## Órbita
A órbita de 2001 QQ297 tem uma excentricidade de 0,080 e possui um semieixo maior de 44,202 UA. O seu periélio leva o mesmo a uma distância de 40,657 UA em relação ao Sol e seu afélio a 47,747 UA.